# Обрабатывающая промышленность
Обраба́тывающая промы́шленность — отрасль промышленности, в качестве сырья в которой используются продукты сельского хозяйства (хлопок, шерсть и т. д.) или добытые добывающей промышленностью (нефть, природный газ, руда и т. д.), обрабатываемые вручную или с помощью машин. Обрабатывающая промышленность производит как средства производства, так и предметы потребления. Для обрабатывающей промышленности характерна систематическая организация производства, как правило, сопровождающаяся разделением труда.

## Отрасли
В обрабатывающей промышленности выделяют следующие отрасли:
- Чёрная металлургия
- Цветная металлургия
- Химическая и нефтехимическая промышленность
- Машиностроение и металлообработка
- Лесная, деревообрабатывающая и целлюлозно-бумажная промышленность
- Промышленность строительных материалов
- Стекольная и фарфоро-фаянсовая промышленность
- Лёгкая промышленность
- Пищевая промышленность
- Микробиологическая промышленность
- Медицинская промышленность
- Полиграфическая промышленность

## История

### Обрабатывающая промышленность в Античности
Зачатки обрабатывающей промышленности возникли в человеческом сообществе достаточно рано: уже некоторые полисы Древней Греции, чьё процветание основывалось на морской торговле, в специальной литературе называют «торгово-промышленными республиками». В частности, высокой притягательностью для ремесленников обладали Афины. Когда спрос превысил предложение товаров, создаваемых свободными ремесленниками, началось массовое использование в ремесленном производстве рабов, ввозимых в том числе и из других стран. К концу V в. до н. э. в ремёслах в Аттике было занято 100 тысяч рабов, составлявших треть населения региона. Расцвету кустарной промышленности Афин положила конец череда военных поражений, приведшая к потере превосходства на море.

### Появление мануфактур и разделения труда
В Средние века в условиях феодальной раздробленности в Европе условий для развития промышленности не возникало. Лишь в XII веке предпосылки для промышленной революции сложились во Фландрии. Высокие для своего времени технологии ткачества и наличие свободных капиталов и излишков рабочей силы сделали возможным появление раздаточных мануфактур с базовым разделением труда. Эти мануфактуры обеспечивали работой сотни тысяч прядильщиков, ткачей, валяльщиков, красильщиков. Сырьём для крупномасштабного производства служила шерсть, в первую очередь завозившаяся из Англии так называемой «лондонской гильдией». Продовольствие для рабочих тоже завозилось из Англии, в роли поставщиков выступали также германские княжества. Ткацкая промышленность развивалась также в Италии — в одной лищь Флоренции действовали 300 сукнодельческих предприятий, качество продукции которых соперничало с фламандским.
По окончании периода феодальных войн в XV веке фламандское суконное производство пережило новый расцвет. На этом этапе разделение труда приобрело более радикальную форму, производственный процесс был разбит на множество простых операций, доступных неквалифицированным работникам, что увеличивало производительность и уменьшало стоимость ткани. Большие мануфактуры начали создавать конкуренцию профессиональным цехам. Со временем фламандская мануфактурная система распространялась по Западной Европе. Так, на этом принципе был основан пушечный завод, созданный в Швеции выходцем из Нидерландов Луйсом де Гером. Многочисленные ткачи и купцы, перебравшиеся в Англию из Фландрии, наладили промышленное производство сукна и в этой стране, где оно надолго стало основной отраслью обрабатывающей промышленности.
Экономическое процветание нидерландских провинций привело к появлению подражателей. Во Франции голландский опыт начали перенимать при министре финансов Людовика XIV Кольбере, когда было основано около 300 мануфактур, по большей части государственных. Развитие промышленности в свою очередь стало основой усиления французских армии и флота. Вслед за Францией созданием мануфактур занялись Австрия и Пруссия, а с начала XVIII века и Россия, где создание заводов было обусловлено реформами Петра I в условиях войны с Швецией. В период петровского правления в стране было создано около 200 мануфактур, как и во Франции, в основном государственных.

### Промышленная революция в Англии

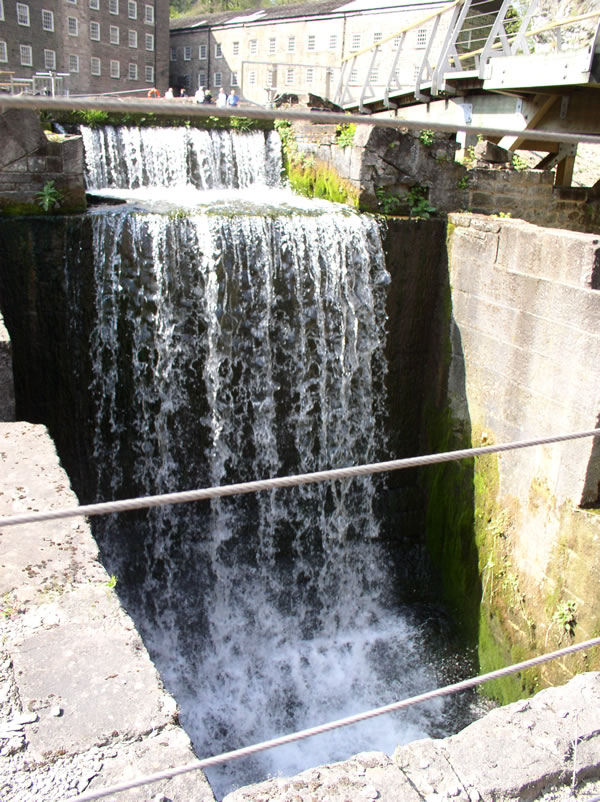
Каскад водосброса, где стояло водяное колесо фабрики Аркрайта

Исторически процесс механизации производства наталкивался на сопротивление цехов, не заинтересованных в усилении конкуренции. В итоге толчок промышленной революции дало производство в Англии текстиля из хлопка, в котором не сложилась цеховая традиция. После изобретения в 1733 году Джоном Кеем «летающего челнока» вдвое выросла производительность труда ткачей, что привело к дефициту пряжи. Решая эту проблему, в 1765 году плотник Джеймс Харгривс сконструировал механическую прялку «Дженни», позволившую увеличить выработку пряжи в 20 раз. В результате пряжи стало больше, чем могли обработать ткачи с имеющимся уровнем механизации. В ответ в 1784 году появился ткацкий станок Эдмунда Картрайта, обеспечивавший уже в 40 раз более высокую производительность. Одновременно шло совершенствование процесса с точки зрения источников энергии. В 1771 году Ричард Аркрайт основал первую фабрику, на которой прядильные машины приводились в действие водяным колесом, а после создания в 1784 году паровой машины Уатта промышленные предприятия перестали зависеть и от движущей силы текущей воды и начали возникать по всей Англии. За первые два десятилетия после появления фабрики Аркрайта количество механизированных фабрик в Англии достигло 150.
Ремесленники-одиночки не могли более конкурировать с механизированными фабриками, которые из числа разорённых ремесленников нанимали новых низкооплачиваемых рабочих. Вокруг фабрик возникали рабочие посёлки, разраставшиеся в полноценные города. К 1840-м годам в Англии, прозванной «мастерской мира», рабочие составляли более половины населения, в стране производилось свыше половины мирового производства металла и хлопчатобумажных тканей и бо́льшая часть машин. Попытки других стран закрыть границы для дешёвых английских товаров получили ответ в форме провозглашения Англией принципа свободы торговли. Британцы начали борьбу против протекционизма и высоких таможенных тарифов, в отдельных случаях не останавливаясь перед применением военной силы.

### Начало развития промышленного производства в других странах
В итоге оказалось, что противостоять английской гегемонии можно лишь включившись с ней в индустриальную гонку. Во Франции толчок индустриализации дала экономическая политика Наполеона III, правительство которого предоставляло низкопроцентные кредиты промышленникам. Основной статьёй французского экспорта в эти годы стал шёлк. Тем не менее по общему объёму промышленного производства Франция к 1870 году всё ещё в 3 раза уступала Англии.
В период между 1850 и 1870 годами начался промышленный бум и в Германии, до этого остававшейся преимущественно аграрной. Среди факторов, сдерживавших индустриализацию, была раздробленность Германии на мелкие феодальные государства. За 20 лет мощность паровых машин в Германии увеличилась в 9 раз, обогнав французские показатели, однако и Германия отставала от Англии по объёмам промышленного производства в 2,5 раза.
В России промышленное производство стало развиваться после отмены крепостного права, высвободившей большие человеческие ресурсы. В итоге Россия, в конце XVIII века занимавшая первое место в мире по производству металла, не только уступила лидерство Англии, но и отстала от неё больше чем в 10 раз, отставание же по производству хлопчатобумажных тканей в 1859 году было 20-кратным.

### Вторая технологическая революция
Промышленная революция в Англии привела к стремительному росту пролетариата, поначалу нищего и бесправного, но вскоре начавшего коллективную борьбу за свои права. Несмотря на жёсткое противодействие фабрикантов, эта борьба принесла некоторые плоды уже к середине XIX века, когда был принят закон о 10-часовом рабочем дне. Расширение избирательного права в 1867 и 1885 годах повлекло за собой дальнейшие социальные реформы — в частности, постепенный рост заработной платы, за вторую половину века выросшей втрое в реальном исчислении. Падение доходов в Англии побудило промышленников к переносу производства в другие страны, где социальная защита не достигла такого уровня. К началу Первой мировой войны инвестиции британских промышленников в производство в других странах составили 4 млрд фунтов стерлингов, а принадлежавшие им заокеанские фабрики (в основном в британских колониях и США) приносили в 4 раза больше прибыли, чем предприятия в метрополии.
Ряд изобретений второй половины XIX века обеспечил так называемую вторую технологическую революцию. Главными её факторами были электрификация, изобретение двигателя внутреннего сгорания, внедрение химических красителей и минеральных удобрений, усовершенствование производства стали, а также развитие новых видов связи — телеграфа и телефона. Соответственно, развитие получили новые отрасли обрабатывающей промышленности — сталелитейная, химическая, автомобильная, электротехническая. Многие европейские страны в этот период в значительной мере отказались от собственного сельского хозяйства, отныне покупая продукты питания на деньги, вырученные за промышленные товары; поставщиками дешёвого зерна стали для них США и Россия, обладавшие значительными земельными ресурсами.
Новая волна модернизации в первую очередь затронула Германию и США: если за период с 1870 по 1814 год промышленное производство в Англии выросло в 2,4 раза, а во Франции в 3 раза, то в Германии в 6, а в США — в 8 раз. К 1914 году Германия перегнала Великобританию по общим объёмам промышленного производства, а в некоторых новых отраслях достигла двукратного превосходства. В США, принявших за этот же период 30 миллионов иммигрантов, производилась треть мировой промышленной продукции. Промышленное производство в России за период с 1860 по 1914 год сумело несколько сократить отставание от ведущих индустриальных держав, в частности, догнав Францию (при впятеро большем общем населении — из 180 миллионов жителей в промышленности к 1914 году были заняты 4 миллиона). Однако отставание от Германии оставалось большим: по производству стали Россия проигрывала Германии почти в 4 раза, а хлопчатобумажных тканей — вдвое.

### Между мировыми войнами

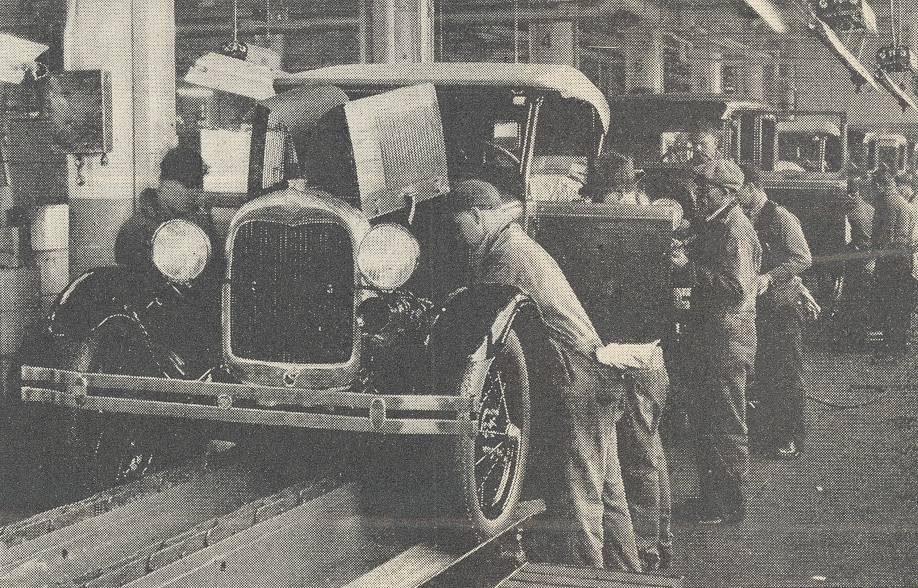
Сборочная линия на заводе Форда, 1928 год

В годы Первой мировой войны державы Антанты, которым не хватало собственных ресурсов, в больших количествах закупали военные материалы в США. Результатом стало стремительное расширение промышленности в этой стране: за военные годы объём промышленного производства в США вырос в 2,5 раза. В 1920 году Соединённые Штаты произвели 60 % мировой стали — 42 млн т, хотя затем объёмы производства упали на треть. В 1920-е годы значительное развитие получила автомобильная промышленность: с 1921 по 1928 год количество автомобилей, выпускаемых в США, выросло с 1,5 до 4,8 миллиона — последний показатель составлял 3/4 общемирового выпуска автомашин. Такой рост стал возможен благодаря механизации производства с помощью конвейерной сборки, впервые введённой Генри Фордом ещё до Первой мировой войны.
К концу 1920-х годов произошло перенасыщение рынка развитых стран товарами, что привело к Великой депрессии. В ходе мирового экономического кризиса в США вдвое упали объёмы производства. В Германии к 1932 году уровень безработицы достиг 50 %. С целью преодоления кризиса в США был принят так называемый «Новый курс», в рамках которого заметно усилился государственный контроль над промышленным производственным процессом. В 1933 году был принят Национальный закон о восстановлении промышленности, нормировавший уровень цен, рынки сбыта, длину рабочего дня и размер заработной платы для предприятий; была также введена система коллективных договоров. На докризисный уровень производства Соединённые Штаты вышли к 1939 году.
В Германии и СССР кризис производства также ликвидировался государством, но в ещё более крайних формах. В Германии после прихода к власти нацистов, обещавших обеспечить работой каждого немца, произошла скрытая национализация промышленности, введены государственные планы, собственники предприятий фактически превратились в управляющих, подчинявшихся указаниям из Берлина. К 1939 году промышленное производство в Германии превысило довоенные показатели на 40 %, особенно бурно прогрессировал военно-промышленный комплекс. В СССР строительство промышленных предприятий было организовано за счёт продажи хлеба за границу после принудительной коллективизации сельского хозяйства. За период с 1928 по 1940 год были созданы несколько тысяч фабрик и заводов, объём промышленного производства превысил довоенные показатели в 8,5 раз и проблизился к немецкому, хотя по-прежнему значительно уступал американскому. При этом частный сектор в промышленности был полностью ликвидирован.
В Великобритании и Франции приход к власти социалистических партий в 1920-е годы привёл к совершенствованию системы социальных гарантий, результатом чего стало снижение рентабельности производства для владельцев предприятий и отток капитала за границу. Эти страны легче, чем США и Германия, пережили Великую депрессию, но и рост промышленного производства в них шёл более низкими темпами: в общей сложности к началу Второй мировой войны объём продукции, производимой британской и французской промышленностью, вырос по сравнению с 1913 годом, лишь на 20—30 %.

### После Второй мировой войны
Вторая мировая война обернулась значительным ущербом промышленности европейских и некоторых других стран. В Восточной Европе и Китае в послевоенные годы пришедшие к власти коммунисты по примеру СССР организовали коллективизацию сельского хозяйства и дальнейшую индустриализацию этих в прошлом аграрных стран. В Великобритании и Франции некоторые отрасли промышленности были национализированы, однако главную роль в восстановлении экономики Западной Европы сыграла массовая американская помощь в рамках плана Маршалла.
В США, в отличие от Европы, промышленность не только не пострадала, но и получила заметное подспорье в виде военных заказов. За военные годы объём промышленного производства в США удвоился, и в 1945 году страна обеспечивала 55 % мировой промышленной продукции и 40 % мирового экспорта промышленных товаров. В дальнейшем, однако, рост производства в США затормозили введение социальных программ и высокие налоги на производителей. Снижение прибылей лишало предпринимателей стимула к наращиванию производства. В итоге объём промышленного производства в США с 1950 по 1970 год вырос вдвое, тогда как во Франции он увеличился в 3 раза, а в Федеративной Республике Германии — в 4,5.

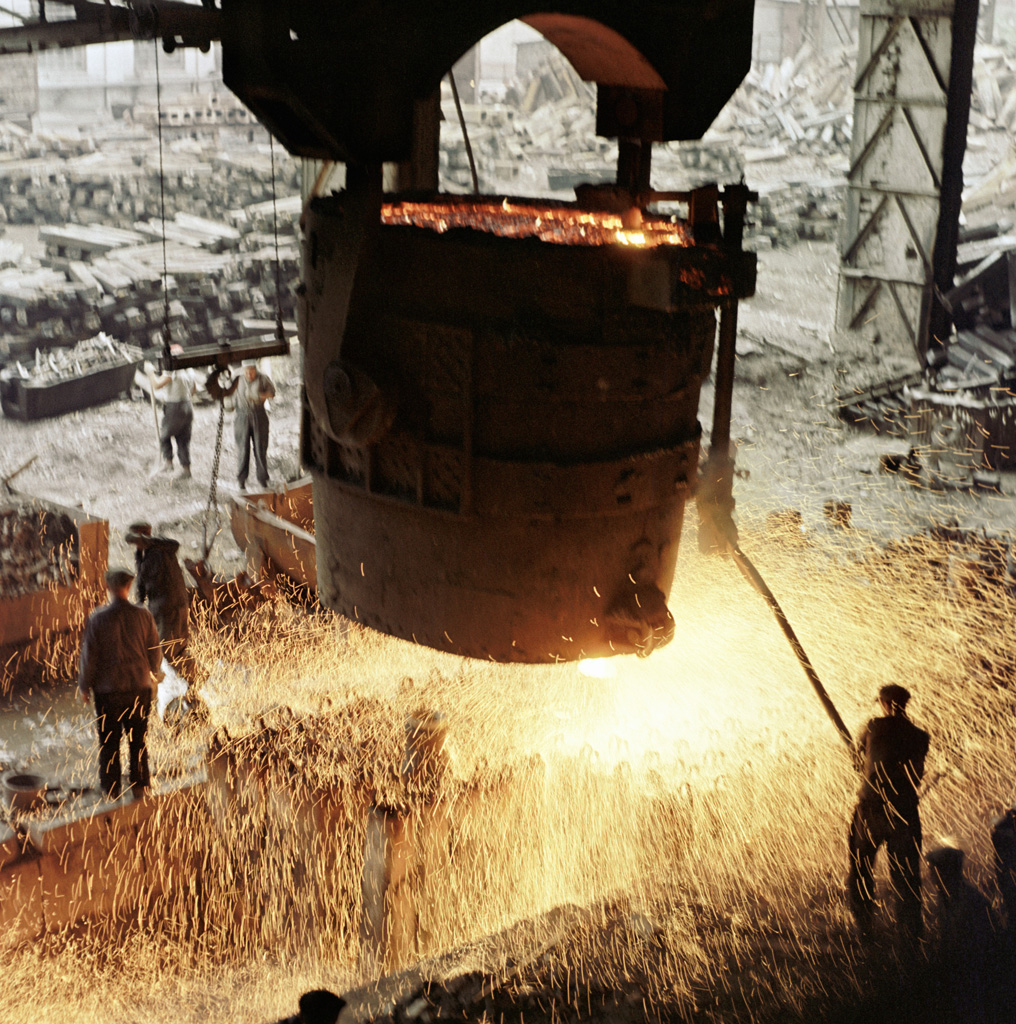
Доменный цех Краматорского металлургического комбината, 1968 год

Германия благодаря успешной реализации плана Маршалла и реформам Эрхарда, стимулировавшим рост производства, восстановила его объёмы уже к 1950 году, а два десятилетия спустя сместила США с позиции лидера мирового экспорта, превратившись в очередную «мастерскую мира». Страна в больших количествах ввозила сырьё, поставляя на экспорт продукцию обрабатывающей промышленности. В Великобритании, напротив, высокая ставка налога на прибыль и общий сдвиг экономики в сторону «государства всеобщего благосостояния» привели к достаточно медленному росту производства: с 1950 по 1970 год объём промышленной продукции вырос лишь на 70 % — худший показатель среди развитых стран. При переходе власти от лейбористов к консерваторам предприятия металлургической промышленности то национализировали, то вновь возвращали прежним владельцам.
В СССР в регионах, захваченных военными действиями, промышленное производство после войны сократилось втрое по сравнению с довоенным уровнем, огромные потери страна понесла и с точки зрения человеческих ресурсов. Послевоенное восстановление хозяйства затронуло промышленность в первую очередь, и объёмы промышленного производства превзошли довоенные уже к 1950 году. Его развитие оставалось стремительным и в дальнейшем — в 1950-е и 1960-е годы объём производства вырос в 6,8 раза; основная часть этого роста пришлась на тяжёлую, прежде всего военную, промышленность, что было обусловлено холодной войной и усиленной подготовкой к возможному прямому военному конфликту с Западом. Производство товаров для населения, которому руководство страны не придавало первостепенного значения, при этом значительно отставало от западного. Экстенсивный рост промышленности обеспечивался перекачкой рабочей силы из деревни, и с исчерпанием этого ресурса темпы роста в СССР упали.

### Цифровая революция
Новый поворот в экономике развитых стран спровоцировал нефтяной кризис 1973 года. Когда арабские страны в 4 раза повысили цены на нефть, это ударило по традиционным областям промышленности. В ответ страны Запада обратились к наукоёмкой промышленности, до этого в основном работавшей на нужды государственных оборонных ведомств. Началась массовая компьютеризация, были разработаны новые материалы, новое поколение бытовых приборов — таких как видеомагнитофоны. В США в 1980-е годы рейганомика, выразившаяся в снижении налогов на прибыль и свёртывании части социальных программ, позволила увеличить объёмы промышленного производства почти на треть. Успешность данного экономического курса побудила пойти по нему и страны Западной Европы. Советский Союз, отставший в области компьютеризации, не смог продолжать на равных гонку вооружений с Западом и при М. С. Горбачёве был вынужден перейти к социальным реформам.

## Мировая статистика
| Год  | Объём (млрд долларов США) | % ВВП |
| ---- | ------------------------- | ----- |
| 2021 | 16 350,21                 | 17,01 |
| 2020 | 13 600,88                 | 16,02 |
| 2019 | 13 968,82                 | 15,94 |
| 2018 | 14 125,25                 | 16,35 |
| 2017 | 13 204,93                 | 16,22 |
| 2016 | 12 361,69                 | 16,17 |
| 2015 | 12 303,19                 | 16,37 |
| 2014 | 12 693,58                 | 15,92 |
| 2013 | 12 267,09                 | 15,81 |
| 2012 | 12 046,64                 | 15,96 |
| 2011 | 11 807,34                 | 15,99 |
| 2010 | 10 571,12                 | 15,87 |
| 2009 | 9 346,38                  | 15,37 |
| 2008 | 10 240,21                 | 15,97 |
| 2007 | 9 458,95                  | 16,21 |
| 2006 | 8 414,43                  | 16,25 |
| 2005 | 7 778,91                  | 16,28 |
| 2004 | 7 268,63                  | 16,48 |
| 2003 | 6 497,54                  | 16,60 |
| 2002 | 5 846,16                  | 16,75 |
| 2001 | 5 774,97                  | 17,18 |
| 2000 | 6 161,14                  | 18,21 |
| 1999 | 6 016,81                  | 18,38 |
| 1998 | 5 854,78                  | 18,56 |
| 1997 | 5 990,58                  | 18,95 |

| №   | Страна           | % мировой продукции |
| --- | ---------------- | ------------------- |
| 1.  | КНР              | 28,7                |
| 2.  | США              | 16,8                |
| 3.  | Япония           | 7,5                 |
| 4.  | Германия         | 5,3                 |
| 5.  | Индия            | 3,1                 |
| 6.  | Республика Корея | 3,0                 |
| 7.  | Италия           | 2,1                 |
| 8.  | Франция          | 1,9                 |
| 9.  | Великобритания   | 1,8                 |
| 10. | Индонезия        | 1,6                 |